# Kiss Me Kiss Me
«Kiss Me Kiss Me» es una canción por la banda australiana 5 Seconds of Summer, de su álbum 5 Seconds of Summer.

## Descripción
La canción habla sobre la gente que los chicos han conocido al estar de gira, de los que luego les es difícil separarse. «Creo que es sobre conocer a alguien con la que realmente te gusta pasar el tiempo. No lo sé, simplemente sin saber si luego podrás dejarlos ir». Expresó Luke Hemmings en el Track by Track de la canción.

## Listas
| Lista (2014)                       | Posición |
| ---------------------------------- | -------- |
| Australia (ARIA)                   | 14       |
| Canadá (Canadian Hot 100)          | 26       |
| Nueva Zelanda (Recorded Music NZ)  | 10       |
| Países Bajos (Mega Single Top 100) | 37       |
| Estados Unidos (Billboard Hot 100) | 28       |